# Benbane Head
Benbane Head är en udde i Storbritannien.   Den ligger i distriktet Causeway Coast and Glens och riksdelen Nordirland, i den västra delen av landet, 600 km nordväst om huvudstaden London.
Terrängen inåt land är huvudsakligen platt, men österut är den kuperad. Havet är nära Benbane Head norrut. Runt Benbane Head är det glesbefolkat, med 20 invånare per kvadratkilometer. Närmaste större samhälle är Coleraine, 17,6 km sydväst om Benbane Head. 